# Separatfred
En separatfred är ett fredsfördrag som inte sluts mellan alla krigförande stater i ett krig, utan enbart en del av de inblandade. Freden i Brest-Litovsk under första världskriget och mellanfreden i Moskva under andra världskriget är två exempel på separatfreder.